# Аграфенівка
Аграфе́нівка — село в Україні, у Вільнянській міській громаді Запорізького району Запорізької області. До 2020 підпорядковане Новогупалівській сільській раді.

## Географія
Село Аграфенівка знаходиться на лівому березі струмка Осокорівка, за 18 км від центру громади — міста Вільнянськ та за 40 км від обласного центру — міста Запоріжжя. На протилежному березі — село Бегма (Синельниківський район).
Найближча залізнична станція — платформа 1063 км, знаходиться за 6 км від села.
Площа села — 32,9 га, кількість дворів — 9. Населення — 13 чоловік (станом на 1 січня 2007 року).

## Історія
Село утворилось в першій половині 19 століття на землях Петра Афанасьєва.
7 (20) листопада 1917 року, відповідно до Третього Універсалу Української Центральної Ради, увійшло до складу Української Народної Республіки.
В 1932-1933 селяни пережили сталінський геноцид[джерело?].
День села відзначається 21 вересня.
12 червня 2020 року, відповідно до Розпорядження Кабінету Міністрів України від № 713-р «Про визначення адміністративних центрів та затвердження територій територіальних громад Запорізької області», увійшло до складу Вільнянської міської громади.
19 липня 2020 року, в результаті адміністративно-територіальної реформи та ліквідації Вільнянського району, село увійшло до складу новоутвореного Запорізького району.

## Населення
За переписом населення 2001 року в селі мешкало 19 осіб.

### Мова
Розподіл населення за рідною мовою за даними перепису 2001 року:
| Мова       | Відсоток |
| ---------- | -------- |
| українська | 68,42 %  |
| вірменська | 26,32 %  |
| російська  | 5,26 %   |